# しろっぷのぶちかまし
しろっぷのぶちかましはSTVラジオで2023年4月8日（7日深夜）放送開始のラジオのバラエティ番組。

## 概要
『アタックヤング60』の放送枠を受け継ぎ、新しいラジオのバラエティ番組として放送を開始するもので、この番組では、日曜午後に放送されている『イイ加減にしろっぷサンデー』では、少し放送できないような「ギリギリトークとヒヤヒヤ企画」を設けて、「令和の時代の限界」に挑むもので、「攻めの姿勢で笑撃的な番組」を目指す。2024年度のみ、土曜23:00からの2時間番組であった。

## 放送時間
- 土曜日 0:00 - 1:00（金曜深夜）2023年4月 - 2024年3月
- 土曜日 23:00 - 翌1:00 2024年4月 - 2025年3月
- 土曜日 0:00 - 1:00（金曜深夜）2025年4月 -

## パーソナリティ
しろっぷ（じゅんぺい・ひろし）

#### ゲスト
- 星乃莉子（2025年8月16日放送分）

## 主なコーナー
- 絶対にふざけてはいけないコーナー[2]

『イイ加減にしろっぷサンデー』から移行され、2時間化以降も続く大喜利コーナー。主に放送日と同日の記念日や出来事に関する週替りのお題でネタを募集する。
- 真夜中の日本史

ポッドキャスト「あまり役に立たない日本史」を担当するじゅんぺいが日本史を講義するコーナー。マイナーな戦国武将を紹介することが多いが、古代から近代まで扱う時代は幅広い。「花火」「髪型」など人物以外がテーマとなる回もある。
- じゅんぺいにツッコんでもらおう

普段はボケ担当のじゅんぺいが、リスナー投稿のボケに対してツッコミをするコーナー。

### 過去のコーナー
- 青ペン先生[2]

他の番組に送って採用されなかったメッセージを募集し、採用へと結びつけるべくメッセージ文を添削する。
- Chat部[2]

ChatGPTを用いてAIの可能性を探るコーナー。番組の新企画や新ゲームの考案などを実施。
- みんなのジングル[2]

リスナーから番組ジングルの音源を募集する。音源はスマートフォンのボイスメモアプリ等を用いた録音データやMDでの送付を受け付けている。
- イヤホンを外せ[2]

リスナーから街を歩いていた際にすれ違いざまに聞こえた通行人の言葉を聞こえた場所・雰囲気・年齢の情報といった追加情報と合わせて募集し、しろっぷが通行人の言葉の背景を推測したコメントを述べる。
- プロモーターTのリコメンドソング

STVに出入りする謎の音楽プロモーター「T」がおすすめする世の中に知られていない隠れた良い曲を紹介する。
- なりきりDJ

リスナーが自ら録音してリクエスト曲を紹介する。まともにリクエストをしない常連投稿者が多い。
- 転生したら島にいた件

ひろしがドラマ形式で日本各地の離島を紹介するコーナー。
- 選曲大喜利

STVが所蔵するCDの曲名を用いて大喜利の回答をするコーナー。回答待ち時間に流す曲は大喜利の邪魔にならないよう洋楽を選んでおり、スタッフの趣味が垣間見える選曲となっている。

## テーマ曲・BGM
オープニングテーマ曲
まんぼう二等兵『Killer Roll（キラー・ロール）』（フリーBGM素材DOVA-SYNDROME）
教えて! 青ペン先生
カピバラっ子『なまけもの』（フリーBGM素材DOVA-SYNDROME）
絶対にふざけてはいけないコーナー
神達拳仁『白昼のロックマン』（収録アルバム：Daily Routine Vol.1 の14曲目）
番組ジングル
- Anonyment（アノニメント）『Garage Dance（ガレージ・ダンス）トラック2 ジングルバージョン』（フリーBGM素材DOVA-SYNDROME）
- Phalene（ファレン）『Shake Your Head』（フリーBGM素材 DOVA-SYNDROME）
- Sparrow Tune（スパロウチューン）『BAYASHI』（フリーBGM素材 DOVA-SYNDROME）

エンディングテーマ曲
クラウス・バデルト『彼こそが海賊（He's a Pirate）』（収録アルバム：「パイレーツ・オブ・カリビアン / 呪われた海賊たち」オリジナル・サウンドトラック の15曲目）